# Abu l-Aswad al-Du'ali
Abū l-Aswad al-Duʾalī (in arabo أبو الأسود الدؤلي‎?; prima dell'Egira – Bassora, 680) è stato un poeta e grammatico arabo.

## Biografia
Appartenente ai Duʾil b. Bakr, della stirpe dei Banu Kinana, e per lato materno ai Quraysh, Ẓălim ibn ʿAmr ibn Sufyān ibn Duʾālī al-Kinānī (questo il nome del poeta) è accreditato per essere stato inventore della cosiddetta arte grammaticale, che probabilmente fu invece il frutto di una molteplicità di persone, in maggior parte Siriaci e Persiani. Viene accreditato anche e dell'apposizione delle vocali scritte al testo coranico.
Fu si sentimenti alidi e lasciò varie opere sulle guerre civili dell'epoca (battaglia del Cammello e battaglia di Siffin), descritte nella sua privilegiata veste di testimone.
Fu anche investito, per breve tempo, della carica di Wali di Baṣra dal quarto Califfo, 'Ali ibn Abi Talib.